# Goldthwaite
La ville de Goldthwaite est le siège du comté de Mills, dans l’État du Texas, aux États-Unis. Lors du recensement de 2000, elle comptait 1 802 habitants.

## Source
- (en) Cet article est partiellement ou en totalité issu de l’article de Wikipédia en anglais intitulé « Goldthwaite, Texas » (voir la liste des auteurs).